# Francisco Fráiz
Francisco Fráiz Armada (Forcarey, 21 de octubre de 1940) es un político español. De origen gallego, ha desarrollado toda su carrera política en Ceuta, de la que fue alcalde.
Ingeniero técnico, fue diputado en el Congreso de los Diputados por Ceuta (1982-1986) y alcalde de Ceuta entre 1983 y 1985 por el PSOE (en 1985 fue desalojado por una moción de censura, siendo el primer alcalde de España que sufría esta medida), y de nuevo por el partido Progreso y Futuro de Ceuta entre 1991 y 1994. Posteriormente lideró la Unión del Pueblo Ceutí.